# Pescina
Pescina ist eine italienische Gemeinde (comune) mit 3670 Einwohnern (Stand 31. Dezember 2023) in der Provinz L’Aquila in den Abruzzen. Die Gemeinde liegt etwa 45 Kilometer südöstlich von L’Aquila am Parco naturale regionale Sirente-Velino. Pescina ist Teil der Comunità Montana Valle del Giovenco.

## Geschichte
In Pescina befindet sich die Konkathedrale des früheren Bistums Marsi, heute: Bistum Avezzano. Der Bischofssitz des Bistums Marsi befand sich zunächst in der Nachbargemeinde San Benedetto dei Marsi  und wurde 1580 nach Pescina übertragen. Mit dem Erdbeben von 1915, das weite Teile Pescinas zerstörte, erfolgte 1924 die Verlegung nach Avezzano.

## Verkehr
Durch die Gemeinde führt die Autobahn A25 von Pescara Richtung Provinz Rieti. Der Bahnhof von Pescina liegt an der Bahnstrecke von Rom über Sulmona nach Pescara.

## Söhne und Töchter der Stadt
- Piero Pacini (1440–1513), Buchdrucker
- Jules Mazarin (1602–1661), Kardinal und Erster Minister unter Ludwig XIV.
- Michel Mazarin (1605–1648), Kardinal
- Ignazio Silone (1900–1978), Schriftsteller
- Luciano Zauri (* 1978), ehemaliger Fußballspieler (Verteidiger/Mittelfeld)